# Crowdstrike
Crowdstrike Holdings, Inc., av företaget skrivet CrowdStrike Holdings, Inc., är ett amerikanskt multinationellt IT-företag som har verksamheter inom IT-säkerhet, främst inom slutpunktssäkerhet (endpoint security).
I media beskrivs företaget som en marknadsledare inom sitt område och hade mellan juli 2021 och juni 2022 marknadsandelar på 17,7%, vilket var 1,3% mer än vad tvåan Microsoft hade under den tidsperioden.

## Historik
Företaget grundades 2011 av Dmitri Alperovitch, George Kurtz och Gregg Marston med hjälp av riskkapitalbolaget Warburg Pincus. Alperovitch och Kurtz var anställda hos McAfee tills Intel köpte företaget. Marston var finansdirektör för Foundstone, ett IT-företag som hade tidigare grundats av Kurtz och hade blivit uppköpta av just McAfee. Huvudkontoret blev placerat i Sunnyvale i Kalifornien men flyttades 2021 till Austin i Texas. I juni 2019 blev Crowdstrike börsnoterad på Nasdaq.

### Haveriet i juli 2024
Den 19 juli 2024 gjorde en uppdatering att IT-system som använde programvaran Falcon Sensor slutade fungera normalt. Detta påverkade bland annat den globala flygtrafiken hårt men även andra företag världen över drabbades av problemen.